# Medium (parapsykologi)
|  | Wiktionary har en ordboksartikel om medium. |

Ett medium kan vara en person som sägs ha paranormala förmågor eller kunna framkalla parapsykologiska fenomen.

## Etymologi
Medium är från 1580-talet, ett mellanläge i kvalitet eller grad från latinets medium i mitten, mitt, centrum, intervall, Också använt som det adjektiva, neutrumet, medius (se adjektivet medial) i betydelsen  mellanliggande organ, kanal för kommunikation från 1500-talet. I betydelsen person som förmedlar andliga meddelanden har hittats i dokument från 1853, i bemärkelsen substans genom vilken något leds. . I svenska språket har det funnits sedan 1862 i parapsykologiska sammanhang med innebörden att personen utgör mellanled i en kommunikationskedja.

## Historia
Ordet medium började användas inom spiritismen avseende någon som sägs kunna få kontakt med en andevärld (som förmedlare), se spiritistiskt medium. Under 1900-talet har dock ordet kommit att få en bredare betydelse och betecknar en person som påstås ha även andra paranormala förmågor.

## Exempel
Exempel på medier i parapsykologisk bemärkelse är pseudonymen Kjell Folkeson, Olle Jönsson och Uri Geller .
Hit hör även personer som anses ha andlig känslighet (synska) för framtid och hemligheter, med eller utan hjälpmedel såsom till exempel kort.
Personer som anses ha profetisk eller underverkande förmåga i judeo-kristna religioner kallas dock inte medier.